# Бунт в Картахена
Бунта в Картахена е между 4 и 7 март 1939 г. по време на Гражданската война в Испания.

## Предистория
След падането на Каталония през февруари 1939 г. военното положение на републиката е безнадеждно. Тя все още държи столицата и 30% от испанската територия, но републиканската армия е загубила 220 000 войници, вторият град в страната и каталонската военна индустрия. Освен това на 27 февруари президентът на републиката Мануел Асаня подава оставка, а Обединеното кралство и Франция признават франкисткото правителство. Висшите командири на републиканската армия вярват, че по-нататъшната военна съпротива е невъзможна, но министър-председателят, подкрепян от Комунистическата партия на Испания (PCE), иска да продължи съпротивата. Полковник Сехисмундо Касадо, подкрепян от генералите Мануел Гомес и Хосе Миаха, Национална конфедерация на труда (Сиприано Мера), тайните служби на републиката, част от Испанската социалистическа работническа партия (PSOE) и част от Общия съюз на трудещите се, планира държавен преврат срещу Хуан Негрин.

## Бунт
На 3 март Хуан Негрин назначава Франсиско Галан, член на Испанската социалистическа работническа партия, да командва военноморската база Картахена. На 4 март Франсиско Галан пристига в Картахена, за да поеме командването и привържениците на Касадо, водени от полковник Херардо Арментия, се разбунтуват и арестуват Галан. Тогава Петата колона в града, водена от полковник Артуро Еспа, се присъединява към бунта, превзема бреговите батареи на Лос Долорес и радиостанцията, откъдето излъчват призиви за помощ от националистите. Рафаел Барионуево, пенсиониран генерал, живеещ в града, се провъзгласява за военен губернатор.

### Бягство на републиканския флот
На 5 март военновъздушните сили на националистите бомбардират пристанището на Картахена, потопявайки разрушителя на испанския републикански флот „Sánchez Barcáiztegui“. В резултат на това, командирът Мигел Биса Фернандес–Паласиос нарежда на по-голямата част от флота, който включва крайцерите „Miguel de Cervantes“, „Libertad“ и „Mendez Nuñez“, както и осем разрушителя, да избягат от Картахена и да се насочат към Бизерта.
Галан, който е освободен от бунтовниците, бяга на борда на „Libertad“. Тогава IV дивизия на Испанската републиканска армия, командвана от комунистическия офицер Хоаким Родригес, е изпратена в Картахена от Хесус Ернандес, за да потуши бунта. На 7 март 206-та бригада пристига в Картахена, смазва бунта и превзема радиостанцията и бреговите батареи. Убити са 61 души.

### Потапяне на Castillo de Olite
Франсиско Франко изпраща войски в Картахена, за да подкрепят бунта, и същия ден два транспортни кораба на националистите пристигат, без да знаят, че бунтът е бил смазан. Бреговите батареи на Картахена стрелят от близко разстояние и потапят един от тях, SS „Castillo de Olite“. 1 225 войници загиват, а 700 са пленени.

## Последица
Бунтът е потушен, но републиканската флота не се връща в Картахена и бяга в Бизерта във Френски Тунис. Френските власти интернират корабите и по-късно ги предават на националистите. Без флота евакуацията на републиканските бежанци е невъзможна.